# KD-Supier
KD-Supier, de son vrai nom David Arthur Barenboim (né le 8 février 1983 à Paris), est un producteur et auteur-compositeur de musique franco-allemand.
Il est le fils du chef d'orchestre Daniel Barenboim et de la pianiste Elena Bashkirova. Son frère, Michael Barenboim, est violoniste classique.

## Biographie
David Barenboïm suit son père qui s'installe à Berlin en 1992 où il fréquente le lycée français. En raison de l'activité de son père en tant que chef d'orchestre, il passe plusieurs mois à Chicago, où il va à l'école. Il joue dans plusieurs groupes, ses premières productions sont destinées au groupe Royal Authority, dont un membre est le rappeur Megaloh. Lorsque le projet Royal Authority prend fin, KD-Supier fonde le label Level Eight Entertainment avec Megaloh.
En 2006, il publie l'album Reim geschäftlich. Les contributions des invités sur l'album proviennent de rappeurs comme Massiv, Samy Deluxe, K.I.Z, Sentino, MC Basstard et Jonesmann. En 2010, KD-Supier produit entièrement l'album du rappeur berlinois Harris.
KD-Supier a un home studio dans son appartement. Il fait ses premiers beats sur un enregistreur Fostex 8 pistes à l'aide d'un sampler Roland, d'une boîte à rythmes Alesis et d'un clavier Yamaha. Il travaille ensuite principalement avec des plug-ins Logic et VST.
KD-Supier passe pendant plusieurs semaines avec RAF 3.0 à Malaga et travaille pour son album. En février 2012, sort l'album RAF 3.0. L'album est numéro 5 de Media-Control-Charts. Le 5 juillet 2013, paraît l'album Hoch 2 de RAF 3.0, auquel KD-Supier participe.
Dans une interview d'avril 2018, Elena Bashkirova parle de son fils et affirme qu'il a arrêté sa carrière depuis plusieurs années.

## Discographie
- 2001 : Beats sur So N Shit de Megaloh
- 2002 : Beats sur Level Eight de Megaloh
- 2002 : Beats sur  Hauptstadt Flava de Battle Rapp, Megaloh et Diablow
- 2003 : Beats sur Game Set Match EP de Megaloh et Battle Rapp
- 2004 : Beats sur Draft Pick Mixtape de Megaloh
- 2005 : Beats sur Epo$ de Battle Rapp
- 2005 : Beats sur Echt Kult de Megaloh
- 2005 : Beats sur Im Game de Megaloh
- 2005 : Beats sur Favorite Rapper's Favorite Rapper  de Megaloh
- 2005 : Beats sur Rap City Berlin
- 2006 : Beats sur Mixtape Nr. 1 de David Battle
- 2006 : Beats sur Zeit für den Hund de Megaloh
- 2006 : Beats sur Warum noch ein Mixtape de Sprachtot
- 2006 : Beats sur Hundshit EP de Megaloh
- 2006 : Beats sur Rap City Berlin 2
- 2006 : Reim Geschäftlich
- 2007 : Beats sur Acht im Biz de Megaloh
- 2007 : Beats sur Wie baut man eine Bombe de Ali A$
- 2007 : Beats sur City of God de Godsilla
- 2008 : Beats sur Deutschlands Albtraum de MC Bogy
- 2008 : Beats sur Aggro Anti Ansage Nr. 8
- 2008 : Beats sur Goldständer de B-Tight
- 2009 : Beats sur Sexismus gegen Rechts de K.I.Z.
- 2009 : Beats sur Deutschlands vergessene Kinder 2
- 2010 : Beats sur Das Manhattan Projekt de Marc Reis
- 2010 : Beats sur Therapie nach dem Album de RAF Camora
- 2010 : Beats sur Der Mann im Haus de Harris
- 2010 : Beats sur HDF Allstars 1 sur aggro.tv
- 2011 : Beats sur Monolog de Marc Reis
- 2011 : Beats sur Zwiespalt Weiss de Basstard
- 2011 : Beats sur Said de Said
- 2011 : Beats sur Ein ganz bescheidener Junge de Voll-K
- 2011 : Beats sur Hammertime (feat. Hammer und Zirkel)
- 2011 : Beats sur Hoodrich Sampler
- 2011 : Ghetto Bellini (feat. Said et Ufo361)
- 2011 : Die Stadt überhaupt (KD Supier pres. Megaloh, Said, Silla et Sera Finale)
- 2012 : Beats sur Maskoekain de Maskoe
- 2012 : Beats sur RAF 3.0 de RAF Camora
- 2012 : Beats sur Zu!Nahme de Joshi Mizu
- 2012 : Bellini Boyz EP
- 2013 : Zum Leben verurteilt
- 2013 : Frankfurter Zoo de DCVDNS ft. Celo & Abdi

## Source de la traduction
- (de) Cet article est partiellement ou en totalité issu de l’article de Wikipédia en allemand intitulé « KD-Supier » (voir la liste des auteurs).